# Paris delavayi
Paris delavayi là một loài thực vật có hoa trong họ Melanthiaceae. Loài này được Franch. miêu tả khoa học đầu tiên năm 1898.